# Калива
Кали́ва (на гръцки: Καλύβα – букв. „хижа“) е отделна, самостоятелна постройка в Атонската Света гора, предназначена за обитаване от монаси (най-често от един до трима, но не повече от шестима).
Обикновено всяка калива има по няколко стаи, в това число и параклис. Монасите живеят по определени от тях правила. Няколко каливи, разположени в близост една до друга, могат да образуват скит. Обитаващите каливите монаси се занимават с градинарство, иконопис, ръкоделие и художествени занаяти.
Разновидност на каливата е т.нар. ксерокалива, която се водоснабдява само с дъждовна вода, събирана в специални резервоари. Монах, обитаващ ксерокалива не може бъде избран за дикей на скита.
Каливите образуващи скитове, могат да се продават, купуват и завещават, но тези действия се извършват по строго установени правила, със задължителното участие на скита и на манастира, върху чиято земя са построени.